# Гай Валерий Павлин
Гай Валерий Павлин (на латински: Gaius Valerius Paullinus) е сенатор на Римската империя през края на 1 и началото на 2 век.
През 107 г. той е суфектконсул заедно с Гай Юлий Лонгин.